# ماتيوس سيلفا
ماتيوس سيلفا هو لاعب كرة قدم برازيلي، ولد في 3 أكتوبر 1997 في ماريتوبا في البرازيل.

## وصلات خارجية
- ماتيوس سيلفا على موقع الاتحاد الأوربي (الإنجليزية)
- ماتيوس سيلفا على موقع قاعدة بيانات كرة القدم.إي يو (الإنجليزية)
- ماتيوس سيلفا على موقع Soccerway.com (الإنجليزية)